# Мирное (Красноярский край)
Ми́рное — деревня Туруханского района, Красноярского края.

## Население
| 2010 |
| ---- |
| 0    |

## Енисейская экологическая станция
В Мирном расположена Енисейская экологическая станция Института проблем экологии и эволюции им. А. Н. Северцова РАН (ИПЭЭ РАН).
Направления научной работы станции:
- Изучение биологического разнообразия на Енисейском меридиональном трансекте. Комплексный долговременный мониторинг.
- Научные основы таежного и тундрового природопользования.
- Охрана экосистем и научные основы заповедного дела.
- Популяционно-экологические исследования.
- Этноэкологические исследования.

Станция была организована по инициативе академика РАСХН Е. Е. Сыроечковского в 1969 году на территории фактически к тому времени брошенной деревни Мирное. Станции был придан большой участок тайги (300 тыс. га). Впоследствии эта территория получила статус комплексного краевого заказника. Затем Туруханская биотехническая станция была преобразована в Северную (Енисейскую) экологическую станцию и передана в 1980 г. в Институт проблем экологии и эволюции РАН.
На базе станции были развернуты углубленные стационарные и экспедиционные биологические и экологические исследования, которые продолжаются до настоящего времени, уже более 30 лет.

## Мирное в литературе
Деревня Мирное упоминается в интервью и литературных произведениях писателя Михаила Тарковского.
Жизнь биологического стационара в Мирном описывается в повести «Отдай моё». В повести, название Мирное, изменена на «Дальний».
«Тётя Шура — удивительная была женщина! Поэт настоящий. И тоже свой камертон. Я ей как-то подарил газету со своими стихами, позже в гости к ней захожу, достает номер: „Молодец, Миса, хоросо составил“. Мужа её молнией убило. Они сено ставили, старались до дождя всё скидать. Она предложила переждать, Максим Палыч заторопил, и они поехали. Деревянная лодка, он за мотором сидел. Железо разряд притянуло… Его убило сразу, а тетю Шуру откачали. Она в посёлке Мирный жила. После укрупнения (из трёх пунктов делали один) всех переселяли кого в Бахту, кого куда. А тётя Шура сказала: „Я здесь родилась — я здесь умру“. И осталась одна. Потом, правда, открыли станцию научную в Мирном, стала экспедиция на лето приезжать. Ей даже новый дом построили, но он сгорел. Она рядом с пепелищем жила, в сараюшке.»